# 納尼亞 (世界)
納尼亞是一個由C·S·路易斯所創造，用來當作他七本為兒童所寫的小說系列《納尼亞傳奇》主要場景的奇幻世界。而這個故事主要發生的世界也因此叫作納尼亞王國。
在納尼亞，有些動物能夠說話，神話生物相當地多，而魔法也相當地普遍。這個系列的故事即是在追尋當人類從「我們的世界」，也就是從地球進入納尼亞時所留下的事蹟，而通常會進入納尼亞的人多半是小孩。

## 地理

### 納尼亞

納尼亞的徽章。

納尼亞王國（Narnia）是這個系列大多數的情節所發生的場所。根據這個系列裡的神話，納尼亞是由偉大的獅子亞斯藍所創造，並充滿了能言獸與神話生物。C·S·路易斯可能是根據義大利一座名叫納尼的城鎮來命名的，而這個城鎮的名字在拉丁文裡正是叫納尼亞。納尼亞的地勢從丘陵蜿蜒上升到南邊的矮山，而除了北邊的沼澤以外幾乎皆為森林所覆蓋。納尼亞的疆界東邊以東海為界，西邊則是一條大山脈，北邊則以雪利波河為界，南邊則是亞成地。
納尼亞的大河從西北方流入納尼亞，一直流入東海。而在大河的河口座落著凱爾帕拉瓦宮，也就是彼得大帝與他的手足們王位的所在地。而在大河旁邊的聚落由東至西還包括了貝路納、海狸水壩與七坪堡。

### 亞成地

亞成地的徽章。

亞成地（Archenland）是一個位在納尼亞南邊的多山國度，其邊境北邊是納尼亞，南邊則是彎箭河。其政府所在地是安瓦，位於該國度的心臟地帶。而在故事之中，並沒有其他被提及的城鎮或村落。這裡被描述成如同開闊的公園，長滿了各種樹木，而由於這些樹木分散地各自生長所以不會形成森林，不過這是一個大部分地區皆是山地的國家。而如同在《奇幻馬和傳說》書中所述，亞成地與納尼亞是盟友關係。而與納尼亞不同，亞成地是一個由人類所居住並統治的國度，納尼亞法蘭克六世的次子即是亞成地第一位國王。而法蘭克國王的血脈在亞成地延續下去（至少直到彼得大帝的時代），但在納尼亞滅絕了，其中原因並未在故事中加以解釋。

### 卡羅門
卡羅門（Calormen）是一個位在納尼亞世界南方一個半乾燥氣候的帝國，其著名的地理特色包括拉戈火山與大沙漠。大沙漠位於這個國家的北部，由於橫越沙漠相當困難，所以阻擋了卡羅門對亞成地與納尼亞的侵略。
卡羅門的首都是太息邦（Tashbaan），位在卡羅門河河口附近的一座島上，而卡羅門河位在國土北部並從西往東流，正好在大沙漠的南邊。該河在太息邦上游綿延數哩都是花園與遊樂中心，而在河的北邊的沙漠邊緣，座落有皇家墳墓。
愛心八達城（Azim Balda）位在太息邦的南邊，是數條道路匯聚的中心，而這裡也是政府郵政系統的中樞。
納尼亞與卡羅門從未建立良好的關係，因為卡羅門總想統治周圍所有的國家。

### 東海
東海（Eastern Ocean）上散佈有許多的島嶼以及群島，而在這些島嶼之中比較有名的有格爾瑪（Galma）、七島（the Seven Isles）與寂島（the Lone Islands），都隸屬於納尼亞，此外還有泰瑞賓西亞（Terebinthia），是個獨立的島國。而在東海的遙遠盡頭，其地理便充滿了奇幻的事物（因為納尼亞世界是平的），在那裡天空會與地面交會，此外也有暗示說那裡有通往亞斯藍國度的通道。最東邊的海洋被描述成有著甜美的水，能夠滿足飢渴，此外這片海域還被許多巨大的睡蓮所覆蓋,又被稱為銀蓮海。這片海越往東去就越淺，最後盡頭有一道巨大的海浪聳立著，而在這道巨浪之後則能夠看到亞斯藍國度裡面「不可思議地高」的山。

### 其他地方

坦摩的徽章。

在納尼亞的北邊有艾汀斯荒地與北方荒地，都居住著巨人。這裡著名的地方是哈方城，是一個巨人的聚落，而且顯然是在好幾代以前便被遺棄、毀壞之更大的城市殘存的部分。
納尼亞的西邊是一塊沒有居民的峻峭山區，被稱為西方荒原。坦摩位在這個地區之後，但確切的地點並沒有在書中提及，而在這之後還有一些西方的島嶼。
下界位在納尼亞地底下深處的巨大洞穴之中，而在比下界還要更深的地方則是拜森地，往北邊則有則有到了世界末日時才會醒來的時間老人與其他神話生物在洞穴中沉睡著。

## 居民

### 來自地球的人類
總共有十一位有名字的人從地球來到了納尼亞，分別是四個男孩、兩個男子、四個女孩與一位女士。
皮芬家的四個小孩是當中最有名的，分別是：彼得·皮芬（崇高的彼得國王）、蘇珊·皮芬（溫柔的蘇珊女王）、愛德蒙·皮芬（公正的愛德蒙國王）與露西·皮芬（英勇的露西女王）。他們全體一同在《獅子·女巫·魔衣櫥》與《賈思潘王子》裡面登場。而愛德蒙與露西則共同在《黎明行者號》，此外他們全部在《奇幻馬和傳說》裡以成人的樣貌出現（不過彼得正在北方邊境與巨人對抗）。
其他來自我們世界的還有法蘭克國王（曾是倫敦的馬車夫）與他的妻子海倫王后，他們是納尼亞最初的國王與王后，其子孫在納尼亞繁衍了數代。他們是與安德魯·凱特里、狄哥里·寇克與波莉·普朗摩一同在《魔法師的外甥》裡出現。尤斯提·史瓜是皮芬家的表親，於《黎明行者號》與《銀椅》當中登場，此外在《銀椅》裡面登場的還有他的同學姬兒·波爾。而上述所有人除了蘇珊與安德魯·凱特里以外都有在《最後的戰役》裡登場。
還有12個沒有名字的人來自我們的世界，他們是六個海盜與其伴侶。他們到了這個世界後便住在當時沒有人居的坦摩，後來繁衍出了坦摩族。如同亞斯藍在《賈思潘王子》中所說的，他們意外發現了一個相當於「在那個世界與此界（即我們的世界與納尼亞）之間的裂縫或裂口」的洞穴，而他又提到「在過去兩個世界之間有許多的裂縫或裂口，但已經越來越少了。這個洞穴是最後一批中的一個，但我並沒有說這是最後一個。」所以很可能還有其他人也來到了納尼亞，但路易斯並未記下他們的故事給我們看。
來自地球的人類有時會被納尼亞人用亞當的兒子與夏娃的女兒來稱呼，這涉及到C·S·路易斯的基督教世界觀。
而雖然車夫法蘭克的馬草莓並不是人類，但他也是從我們的世界來到納尼亞的，之後他被選為能言獸並被便成了飛馬羽生。

### 矮人
矮人是納尼亞的原住民，亞斯藍稱他們為大地之子，與亞當的兒子、夏娃的女兒等稱呼相對。矮人至少分成黑矮人與紅矮人兩個種類，以其頭髮顏色來區分。許多紅矮人對亞斯藍相當友善與忠誠，而黑矮人則顯得較為自私且不友善。出現在書裡的矮人階是男性且一起過著群體生活，然而他們與人類混在一起且可繁衍後代。例如賈思潘王子的家教柯內留斯博士就是個半矮人，而賈思潘的保姆也被描述說是「一個看起來有矮人的血在她體內的矮小老婦」。
矮人，如同人羊、薩堤爾、河神與他的水精女兒們與樹人（森林之神）在亞斯藍於《魔法師的外甥》一書中叫醒納尼亞說：「甦醒吧。愛。思想。語言。滋生行走之樹。滋生能言之獸。滋生神聖之水。」後步出森林而生。矮人大概是由大地所生的，如同森林女神之於樹林與水精之於水一樣。矮人們在法蘭克國王的加冕典禮上為他拉著衣襬（而拉著海倫王后長袍衣襬的則是水精，即河流的寧芙們）。而為了保有他們身為大地之子的特質，矮人們都是技巧高超且富創造力的鍛冶匠、礦工與木匠，而在戰鬥之中他們則以身為極具威脅性的弓手而聞名。一個矮人可以從早到晚都在工作

### 能言獸
許多在我們世界裡面有的動物在納尼亞也能找到，不過這些動物大多還分有會說話的種類。當亞斯藍在創造第一批成雙的動物們時，其中一些不只被賦予了思想及說話的能力，還被改變了體格大小。較小的動物（如囓齒動物、鳥與小型哺乳類）比他們不會說話的同類來得大，反之原本大型的動物則稍微小了些。能言獸能被分成三大類：鳥類、哺乳類與爬蟲類，並沒有能言魚或能言蟲。

### 女巫
在納尼亞傳奇系列書籍裡有兩個女巫的名字被提到，分別是白女巫（賈迪絲，查恩帝國的女王，或稱「白女士」）與綠衣女士（或稱綠女士）。在路易斯逝世後許久，一些書籍版本中的角色概述似乎暗示這兩個女巫是同一個，但這些說法與路易斯無關。
賈迪絲是查恩皇室的最後一個子孫，儘管在納尼亞謠傳她是亞當第一任妻子莉莉絲（一個美索不達米亞神話中的暴風雨惡魔）的後裔，並有巨靈（Jinn）與巨人的血統。而根據海狸夫婦的說法，雖然她的外表是一個高大的人類女子，但她完全沒有一滴人類的血。當賈迪絲在納尼亞創生之初第一次來到納尼亞時，她便逃到北方去，在那邊花了九百年增強力量才侵略並征服了納尼亞。她在第一次貝路納之役中被亞斯藍所殺。
綠女士能將她自己變形成一條巨蛇，而她在《銀椅》裡面層變形了兩次。一次是在她殺害瑞里安的母親，另一次則是她試圖殺害瑞里安與他的同伴。而她其他的能力大多數似乎與誘惑與奴役有關，她曾對瑞里安與地精組成的下界軍隊施咒並加以奴役，而且也幾乎對姬兒、尤斯提與泥桿兒成功施咒。
有部分角色也可能被敘述是女巫，例如一些在賈迪絲軍隊裡的醜老太婆與在《賈思潘王子》裡被帶到亞斯藍土丘的醜老太婆。

### 神話生物
納尼亞的其他居民主要是由知名的神話或民間傳說中的生物，包括有柏札特、人馬、邪靈（Cruel）、龍、森林女神、地精（Earthmen或gnomes）、巨靈（Efreets）、Ettins、人羊、巨人、食屍鬼、獅鷲、老女巫（Hags）、女樹神（Hamadryads）、黑妖（Horrors）、夢魔（Incubi）、邁那得斯、海精（Merepeople）、牛頭人、獨腳人、水精、食人魔、歐克尼（Orknies，可能是從古英文的「orcneas」而來，指「會走動的死者（walking dead）」）、飛馬、毒蕈人（People of the Toadstools）、鳳凰、薩堤爾、海底人（Sea Peoples；人魚）、大海蛇、樹精（Sylvans）、幽靈（Spectres） 、小妖精（Sprites）、星辰（Star People）、巨怪、獨角獸、狼人、狼、幽魂（Wraiths）。而以上這些是希臘羅馬神話與英國本土傳說生物自由混合而成。
在《獅子·女巫·魔衣櫥》裡的一段僅對邪惡的生物作委婉的描述，以讓這本書仍是兒童適宜的狀態。

### 其他生物與居民
在納尼亞還住有沼澤族人（Marsh-wiggles，路易斯自創的生物），而在遙遠的島嶼上還住有蹩獨腳仙（Dufflepuds，由老普林尼的獨腳人演變而來）。此外還有許多經常出入或居住在納尼亞與周邊國家的單獨個體，例如：河神、巴克斯、聖誕老人、時間老人、波蒙娜（Pomona）、塞列努斯以及太息神（Tash）。另外應注意的是星辰在納尼亞裡也是有情感的個體，例如統治蹩獨腳仙的魔法師柯瑞金是與賈思潘十世之妻的父親拉曼杜都是星辰，因為各種原因而在地上生活，而他們兩個都出現在《黎明行者號》裡面。

## 宇宙論

### 大致特徵
納尼亞的世界是一個在以大地為中心的宇宙裡的平坦世界，其天空是個一般生物無法穿過的圓頂。
納尼亞的星辰是燃燒著的類人生物，星座是他們在天上神秘舞蹈的結果，而星辰的演出會揭示納尼亞的創造者亞斯藍的成就與到來。星辰們也會布置他們自己的位置以讓一些預言家預言一些未來的事件。
納尼亞的太陽是一個燃燒著的盤狀物，每天繞著這世界一圈。太陽有她自己的生態系統，有大白鳥被認為住在那上面，而白鳥的敘述出現在《黎明行者號》一書中。一些在太陽上的植被以具有治癒功效而為人所知，例如某種生長在群山中的火焰花的萃取物可以治癒任何傷口與疾病，還有一種生長在太陽上的山谷裡面的火莓，當退隱的星辰拉曼杜吃了這果子後，便能夠變得更年輕。
在好幾本書裡都有提到，納尼亞的大地可能是個活生生的生物。在《銀椅》裡面主角們發現了一塊在納尼亞地下好幾哩名為拜森的土地，在那裡鑽石跟寶石可以壓榨出果汁來。他們直到地精們向他們解說後才相信那些珍貴的石頭在拜森地才是真的，不像那些矮人或其他在地表生活的生物在「淺的」礦脈裡發現的石頭那樣是死的。

### 多重宇宙
納尼亞世界是包括地球與查恩的世界在內的許多世界構成的多重宇宙的一部分。這些世界由一個名叫「界中林」的中介世界或連結空間所連繫著，其形式是一座有著許多水池的密林。藉由適當的魔法或像是用泥土製成的戒指之類的設備，可以從每個水池前往不同的世界。在世界之間的樹木似乎會影響白女巫的魔法與力量，當她被帶到那裡時會變得虛弱及不健康的樣子。
在《魔法師的外甥》裡面開頭的第二段寫說「在那個年代，夏洛克·福爾摩斯先生仍然住在貝克街，白家兄弟姊妹依舊在里威罕路上尋找寶藏。」這顯示這個與納尼亞故事相關的地球與夏洛克·福爾摩斯系列及《尋寶奇謀》（The Story of the Treasure Seekers）是發生在同一個架空世界裡

### 時間
造訪納尼亞的地球訪客會發現造訪一次納尼亞在納尼亞世界裡所花的時間會比在地球上相對應他們離開的期間來得長，而且有時候會長上許多。至於到底會有多長則不一定，例如在《獅子·女巫·魔衣櫥》裡露西第一次造訪納尼亞長達幾個小時，而四個孩子後來在納尼亞冒險時在那裡待了15年，但每次他們只有離開地球幾秒鐘而已。然而，時間的「次序」則顯得完整：一個穿越於兩個世界之間的人會在比他早穿越的人「之後」抵達，而會比較晚穿越的人「早」到。

## 歷史

### 納尼亞的創生
納尼亞的創生有六名觀眾看到，分別是查恩女王賈迪絲、狄哥里·寇克、波莉·普朗摩、安德魯·凱特里、馬車夫法蘭克和他的馬草莓。由於狄哥里試圖把賈迪絲從我們世界的倫敦送回她的查恩帝國所在之世界的行動失敗了，他們一行人剛好在亞斯藍創造之前來到仍是處於空無黑暗的納尼亞世界。（馬車夫的妻子奈莉，也就是後來的海倫王后則是在不久之後被亞斯藍喚來的。）
亞斯藍在他們到來後不久開始用他的歌聲創造世界，先是喚來星辰、太陽，而最後是所有地形、植物以及動物。當亞斯藍結束工作時，他選出了一些動物將他們變成了能言獸，並將這塊土地給他們與其他神話生物當作新家，要他們以智慧與關懷來統治這塊土地。(阿斯兰用歌声创造纳尼亚世界的桥段类似于《魔戒》和《霍比特人》中的中土世界的创造，即埃努的大乐章: 众埃努用歌声创造中土世界和各个种族。有一些文学评论家和古典奇幻文学爱好者认为这是因为刘易斯受到了托尔金的影响。但也有一些人认为这只是偶然，因为欧洲古代盛行的万物有灵思想和早期宗教有用乐曲创造事物的桥段)
亞斯藍之後指定馬車伕與他的妻子成為這塊土地（之後被亞斯藍稱為納尼亞）第一任的統治者，國王法蘭克一世與海倫王后，要他們和平統治這些能言獸。而由於察覺到邪惡的女巫女王賈迪絲已經入侵這塊新生地，所以亞斯藍派遣狄哥里去位在納尼亞之外的西方荒原裡的花園取回魔法蘋果。當狄哥里回來後，那顆蘋果被種在河邊並立刻長成如亞斯藍所說可以保護納尼亞免於賈迪絲魔掌數年的大樹。
亞斯藍之後允許狄哥里從這棵新長的樹上摘一顆蘋果回到他的世界去治癒他母親的病，而在他母親吃下蘋果後，狄哥里將果核種在他家的花園裡，最後長成了一顆巨大的蘋果樹。許多年過去後，這棵樹在一次暴風雨中被吹倒了，這時已經成為寇克教授的狄哥里將這棵樹作成了一個衣櫥，也就是《獅子·女巫·魔衣櫥》這個書名裡的衣櫥。這個衣櫥後來成為皮芬家兄弟姊妹發現納尼亞所穿過的入口。

### 白女巫的統治
納尼亞在被創造之後維持了好幾百年的和平，直到女巫女王賈迪絲回來並成為了白女巫。她征服並以暴君的方式統治納尼亞，那些反對她的人都會被她用魔杖變成石頭。藉由她的魔法，白女巫讓永恆般的冰雪覆蓋了納尼亞，令這裡「永遠是沒有聖誕節的冬天」。雖然白女巫宣稱自己是納尼亞女王與凱爾帕拉瓦宮的女主人，但她是在她北方的堡壘裡統治納尼亞，而在那裡的大廳裡面陳列著被她變成石頭的納尼亞人。
在這個時期的人類已經滅絕或被趕出了納尼亞國土，然而在亞成地與卡羅門裡人類仍繼續生存著。由於賈迪絲害怕「當亞當的骨肉在凱爾帕拉瓦宮王座上安座逗留，邪惡即將消失遠走（when Adam's flesh and Adam's bone sit at Cair Paravel in throne, the evil time will be over and done）」的預言，她的間諜因此總是在尋找人類的闖入者。在這無盡的冬天進入百年之際，露西·皮芬進入了納尼亞而且與人羊吐納思成為了朋友，之後露西與她的手足設法在賈迪絲殺了他們之前與亞斯藍見面。而在亞斯藍的影響之下，女巫的魔咒被打破，冬天也迎來了終結。後來亞斯藍將被白女巫變成石頭的納尼亞人變回來，並在貝路納戰役中殺了白女巫。

### 黃金時代
在擊敗了白女巫之後，亞斯藍實現了古納尼亞的預言並讓四個皮芬家的孩子——彼得、蘇珊、愛德蒙與露西——成為納尼亞的國王與女王，緊接而來的繁榮拉開了黃金時代的序幕。過去其他國家害怕賈迪絲，而在她死後新任的國王與女王便得開始對付這些國家。皮芬家的兄弟姊妹擊退了北方的巨人族以及卡羅門的侵略軍，他們總是取得勝利，因而在他們統治的15年裡納尼亞成為一塊安全又快樂的土地。

### 坦摩人的侵略
在皮芬家的兄弟姊妹回到我們世界的一千年後，納尼亞遭到來自西方被稱為坦摩人的民族入侵，他們是來自我們世界的海盜後裔。他們為了逃離一場大饑荒而離開他們在西方的土地，越過山中的通道來到了納尼亞。而在坦摩統治的數年之後，土生土長的「古納尼亞人」數量大減並躲了起來，人類成為了優勢物種。到了賈思潘十世出生的時候，納尼亞過去的日子已經被廣泛認為只是傳說，而實際上關於古納尼亞人的知識遭到了坦摩國王們的查禁打壓。人們開始畏懼森林與海洋，並遺忘了曾住在那裡的古老生物。

### 賈思潘十世的統治
彼得·皮芬（也就是彼得大帝）與他的手足在他們離開納尼亞的1300個納尼亞年後被喚回了納尼亞，這時納尼亞是由坦摩國王米拉茲所統治。米拉茲謀殺了自己的哥哥才登上王位，之後又計畫謀殺王位的真正繼承人，也就是他的姪子賈思潘王子。賈思潘得知關於古納尼亞及那些生物的事，並對他們的困境深感同情。皮芬家的四個孩子之後幫助賈思潘在第二次貝路納戰役打倒了米拉茲，收復了王位。
露西與愛德蒙在三年之後又與他們的表親尤斯提在三年之後又來到了納尼亞，與賈思潘一起搭乘船隻「黎明行者號」航行，而賈思潘進行這趟旅行是為了找尋被米拉茲派到寂島之外的遙遠東海探險的七位勛爵。賈思潘收復了納尼亞在坦摩人統治時期失去的寂島控制權，並探索了東方的未知島嶼直到世界邊緣。他們經歷過數次冒險，包括對抗一條大海蛇，遇見一位魔法師與他隱形的臣民，以及尤斯堤變成一條龍的事件。
賈思潘後來與星辰拉曼杜的女兒結婚。在他們的兒子瑞里安出生之後，王后便被女巫所變的巨蛇所殺，不久後當時仍是個年輕人的瑞里安在找這條蛇的過程中失蹤了。此時尤斯堤與他的同學姬兒被帶回納尼亞，發現這時的賈思潘已經是老人。當賈思潘進行最後一次尋找瑞里安的航程時，尤斯堤他們與沼澤族人泥桿兒也開始他們的尋覓之行。這次旅程他們前往巨人所居住的北方荒地，並到了下界，在那裡他們找到了瑞里安與對她下咒的綠衣女士。在他們釋放瑞里安後，瑞里安殺掉了這個女巫，然後他們回到納尼亞並發現賈思潘在航行的歸途上已經快死了。

### 毀滅
納尼亞世界的末日大約是在兩百年後，逖里安國王統治的時期，他是厄里安國王之子，瑞里安國王的第七代子孫。
一隻名叫席夫特的能言猿出於私心策畫了一場精心製作的陰謀，企圖將納尼亞改變成他喜歡的樣子。席夫特將一隻名叫迷糊的驢子穿上獅皮並宣稱這就是亞斯藍，暗中增加對納尼亞的控制力，假借亞斯藍的名義強迫居民服從他的命令。之後他與卡羅門的統治者取得連繫，邀他們來征服納尼亞，共享利益。而由厲西達大公所率領的卡羅門士兵很快就抵達，在逖里安國王得知席夫特的造反計畫時，他們的計畫已經接近完成了。
在尤斯堤與姬兒抵達及時救出被抓的國王後，在他們的幫助下逖里安試圖重整納尼亞並趕走侵略者，但假亞斯藍造成的分裂與卡羅門艦隊攻陷凱爾帕拉瓦宮使他的努力失敗了。逖里安與他僅剩的支持者在馬廄山丘的戰役中對抗厲西達的軍隊，最後逖里安落敗了。但在最後一戰的過程中，他們被逼進馬廄中卻驚訝地發現裡面是亞斯藍的國度，有著納尼亞所有曾存在的美好事物，是納尼亞中的納尼亞。亞斯藍正在等著他們，並告訴他們這最後一戰的落敗意味著終結。
在馬廄的門開啟下，孩子們與其他倖存者目睹了納尼亞的終結、大海的入侵、日月的毀滅、星辰的返家以及所有在這世上的存在最終極的終結。亞斯藍將所有在這世上的居民叫來他身邊，而其中那些忠於他的被帶進了亞斯藍的國度，在那裡遇見先前在納尼亞逝世的人們。至於那些不忠於亞斯藍的則轉身遠離了通往新世界的入口，沒有人知道他們的下場。亞斯藍的國度是一個比舊的納尼亞更大、更美好的地方，已死的人們在那裡都活著，因為這是「真實」的世界，舊的納尼亞只是亞斯藍國度的複製品。「那是個夢境，而這裡是現實。」此外書中也指出亞斯藍的國度再「更上去和更深入」的話與「真正的」英國連繫著，露西·皮芬可以看到她的父母在那裡，而她的父母與除了蘇珊以外的皮芬家兄弟姊妹都在一場火車事故中喪生，而狄哥里、波莉、尤斯提與姬兒也死於那場意外。

### 與我們世界的關連
有七本書記下了在人類世界與納尼亞世界之間的交流，依據華特·霍柏所寫的《看守過去的龍群（Past Watchful Dragons，ISBN 0-02-051970-2）》所載的年表，這些資料依序是：
- 在《魔法師的外甥》一書中，法蘭克、安德魯·凱特里、狄哥里·寇克與波莉·普朗摩等四個人類由於一連串不幸的事件而被帶到納尼亞，見證了納尼亞的創生。而在同一天，亞斯藍將法蘭克的妻子海倫從英國喚來，他們夫妻留在納尼亞成為了國王與王后，而孩子們與安德魯則回到了倫敦。
- 在納尼亞第460年時，如在《賈思潘王子》一書所提到的，有六個海盜與他們的妻子從南海經由一個有魔法的洞穴來到了名為坦摩的土地。他們留在那裡繁衍後代，形成了坦摩文明。
- 在《獅子·女巫·魔衣櫥》裡面，在納尼亞第1000年時，彼得、蘇珊、愛德蒙與露西他們四個兄弟姊妹經由狄哥里用有魔法的納尼亞樹木製成的衣櫥來到了納尼亞。而亞斯藍也在同時回到了納尼亞，打敗來了外來統治者賈迪絲，也就是白女巫。而後四個小孩被他送上了王位，他們統治了15年後才會到英國，並發現他們仍是在孩童時期。
- 在《賈思潘王子》裡，也就是在納尼亞第2303年，皮芬家的小孩由於魔法而被召喚到納尼亞協助推翻坦摩的篡位國王米拉茲，讓還是青少年的賈思潘王子登上王位。在這之後，如果這些身為許久之前來此的海盜後裔的坦摩人願意的話，亞斯藍會讓他們回到那位在南海上的島嶼上面。
- 在《黎明行者號》裡，也就是在納尼亞第2306年，愛德蒙與露西以及尤斯提·史瓜經由一幅有魔法的畫來到納尼亞，並參與賈思潘前往世界邊緣的航行。
- 在《銀椅》裡，也就是在納尼亞第2356年，亞斯藍將尤斯提·史瓜與姬兒·波爾帶到納尼亞，將現在已經年老的賈思潘之子瑞里安王子從被俘的狀態中拯救出來。賈思潘死後，他在亞斯藍的國度裡復甦，亞斯藍允許讓他短暫地造訪孩子們的世界（1942年的英國）以幫助尤斯提他們回去，結果讓尤斯提他們實驗學校的校長遭到撤換。
- 在《最後的戰役》裡，即1949年，納尼亞的逖里安國王出現於身在英國的納尼亞之友們面前，隨後亞斯藍將尤斯提與姬兒帶到納尼亞第2555年的納尼亞去支援逖里安到其統治的末期。

很可能還有其他的造訪者。有著深色膚色的卡羅門人與例如坦摩與亞成地等北方的人們在外表上有所不同，或許他們是人類世界其他人種的造訪者所繁衍的後裔，然而在書中並沒有提到這一點。

### 其他對於納尼亞歷史的觀點
在《最後的戰役》裡，獨角獸朱爾與姬兒·波爾討論過納尼亞的歷史，當時姬兒（與讀者）想說納尼亞總是相當動亂（「可惜納尼亞總是有事發生。」），但朱爾解釋說人類只有在納尼亞陷入最糟糕的狀態時才會被送來拯救納尼亞，而其他時間這裡是長久的和平及繁榮時期。

### 納尼亞歷史的提綱
路易斯提供了一個年表詳細計畫與納尼亞傳奇相關的事件。他將一個「納尼亞歷史的提綱」以原稿的形式交給了華特·霍柏，華特將這資料放入了其文章《看守過去的龍群：C·S·路易斯的神話故事（Past Watchful Dragons: The Fairy Tales of C. S. Lewis）》。在這系列本身上，路易斯從未明確指出小說中事件所發生的年份或年代，所以這份年表是唯一能提供相關資訊的來源。凱薩琳·林德斯庫與其他研究路易斯的學者不同，她質疑一些由霍柏編輯過、署名路易斯的死後出版作品的可靠性，但獨獨這份提綱的正確性未被質疑。這份提綱被研究路易斯的專家所接受並採用在保羅·福特（Paul Ford）、瑪莎·賽門斯（Martha Sammons）與其他人的作品裡面。

#### 與其他作品之間的一致性
某些人指出這份路易斯的「提綱」或多或少有部分明顯與納尼亞傳奇系列的正文並不一致。《納尼亞指南》（Companion to Narnia）的作者保羅·福特指出《獅子·女巫·魔衣櫥》的正文述說露西與愛德蒙在年齡上相差一歲，但他們的出生年分在年表上所記載的分別是1930年與1932年，多相差了一年。《深入納尼亞：探索獅子·女巫·魔衣櫥的導覽》（Inside Narnia: a guide to exploring The lion, the witch, and the wardrobe）的作者迪文·布朗（Devin Brown）用年表作為一種方法來整合一些關於亞斯藍在納尼亞出現的時機的敘述與其他角色有關他出現的回憶。

#### 年表的內容
這份年表始於納尼亞元年並持續到納尼亞第2555年，相當於倫敦1888年到1949年之間的時期。他以最後的戰役與納尼亞末日結束納尼亞的故事，並以〈1949年，英國鐵路公司發生嚴重事故〉來結束倫敦的故事。
這份年表包括某些人類角色的出生資訊，例如狄哥里·寇克生於1888年，波莉·普朗摩是1889年，彼得·皮芬是1927年。蘇珊（1928年）、愛德蒙（1930年）與露西（1932年）以及尤斯提與姬兒（兩人均為1933年）的出生年也有被記載。
這份年表也列出了在這系列中一些著名事件的年份，特別是主要人物進入納尼亞的重要時期相關的事件。狄哥里與波莉進入納尼亞是在1900年，皮芬家兄弟姊妹進入納尼亞分別是在1940與1941年，而皮芬家的再度到來與亞斯藍犧牲自己、彼得成為納尼亞新的統治者之間對納尼亞來說相隔了1000年。根據這份年表，在彼得國王成功擊退北方巨人與亞成地半月國王擊退羅八達王子的攻擊之後，皮芬家兄弟姊妹在納尼亞消失於納尼亞第1014年。路易斯也有將《黎明行者號》與《銀椅》發生的年份設定出來，即是在1942年。而相對應的賈思潘十世到世界盡頭的航行則發生在納尼亞第2306－2307年。
這份年表也列出一些沒有在書中提及發生於納尼亞哪一年的事件，例如月森林與野兔活在納尼亞第570年左右，而白女巫賈迪思重返納尼亞則大約是在納尼亞第893年，亞成地的羅姆國王則在1050年繼承柯爾的王位，而白天鵝女王則生活在1502年左右。

## 靈感
在創造納尼亞的地景時，作者路易斯的家鄉愛爾蘭的風景，尤其是阿爾斯特佔有相當重要的地位:204。在他的散文〈談故事〉（On Stories）中寫說：「我曾看過一些景色讓我覺得有個巨人會在任何時刻從緊鄰的山脈舉起他的頭，特別是在摩恩群山（Mourne Mountains）上與南邊在特殊光照之下所看到的景色。」在一封寄給他哥哥的信中，路易斯吐露：「位在卡寧福特湖畔的羅斯崔佛（Rostrevor）有一部分是我理想中的納尼亞。」雖然他成年時大多生活在英格蘭，他仍常常回去北愛爾蘭並留下愛爾蘭景色的美好回憶，說：「我渴望能看到在雪中的唐郡，那是一個幾乎能看到矮人的遊行奔過的地方。真希望我能進到那些事物真實存在的世界裡去。」

## 改編
2005年電影《納尼亞傳奇：獅子·女巫·魔衣櫥》的劇組極力讓影片中的納尼亞看起來是真實可信的，顧全每一個細節；該片導演安德魯·亞當森希望納尼亞像是真實的世界，而非奇幻國度，首席怪獸設計師霍爾·博格也要求他底下的團隊必須要體會及相信納尼亞是真實的地方。

## 外部連結
- HarperCollins site for the books
- Disney site for the movies （页面存档备份，存于）
- Disney Map of Narnia NarniaMap.jpg, 2244 x 1692,  1359 KB
- Six maps of Narnia （页面存档备份，存于）